# Audi S8

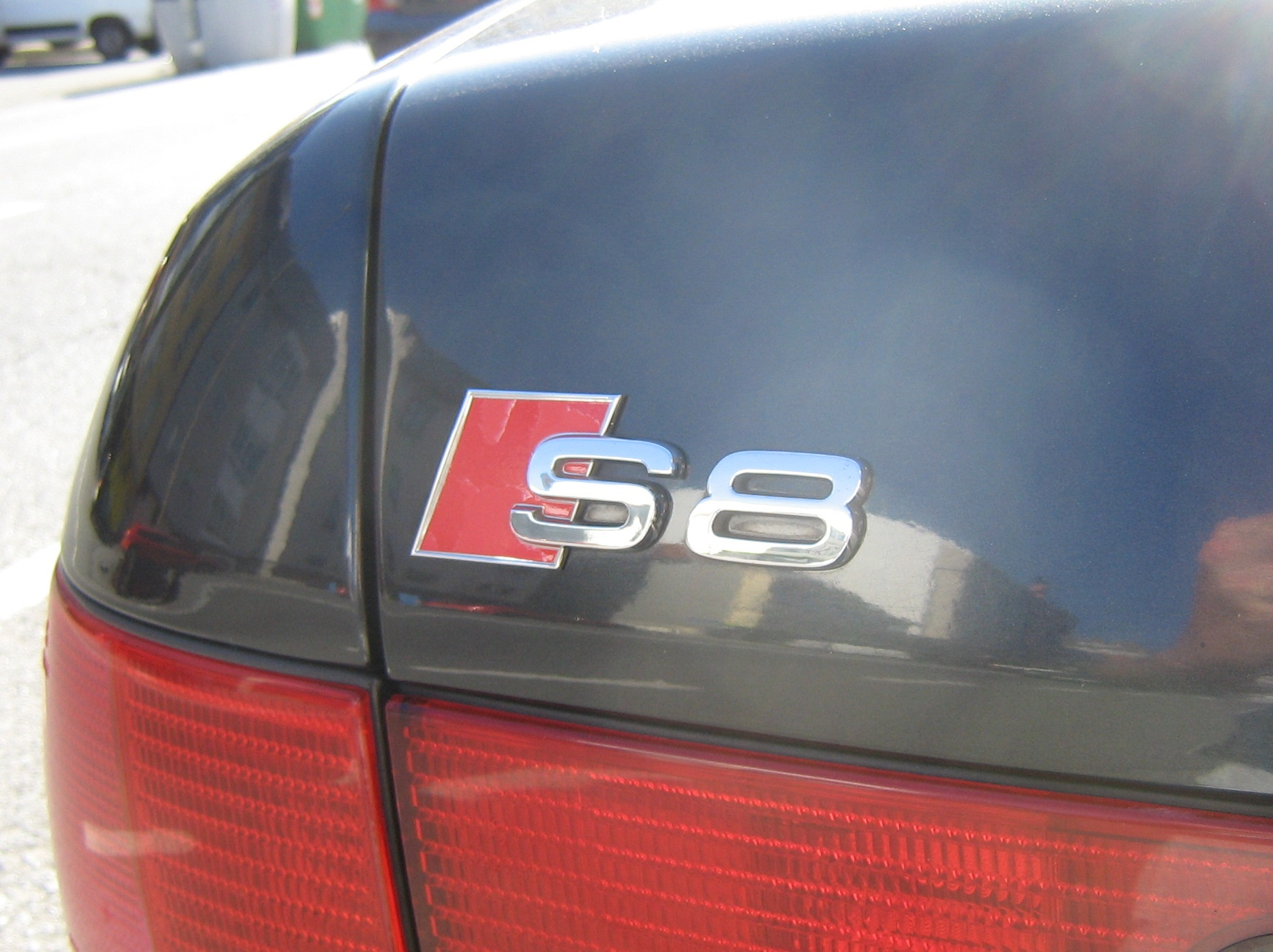
Шильдик «S8» на задней части первого поколения автомобиля.

Audi S8 — представительский седан, выпускаемый подразделением Audi Sport GmbH немецкого концерна Audi AG в городе Неккарзульм. Спортивная версия Audi A8.

## (D2) Первое поколение
Audi S8 (D2) выпускался с 1996 по 2002 год. Двигатель 4.2 л. V8 340 л. с. Разгон 6.8 — 5.5 сек. Вес 1730 кг. С 1999 была форсирована до 360 л. с., разгон составлял уже 6.6 — 5.4 сек. Масса — 1845 кг.

Audi S8 (D2) был выбран автомобилем главных героев фильма Ронин.

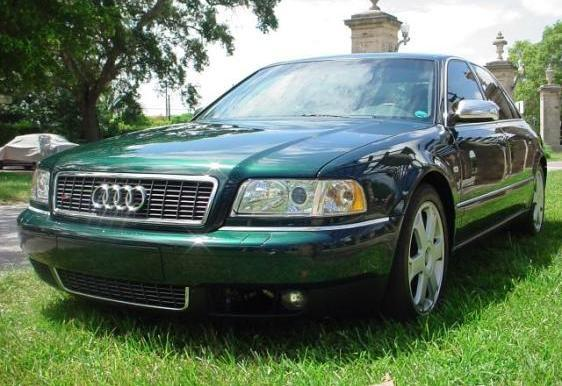
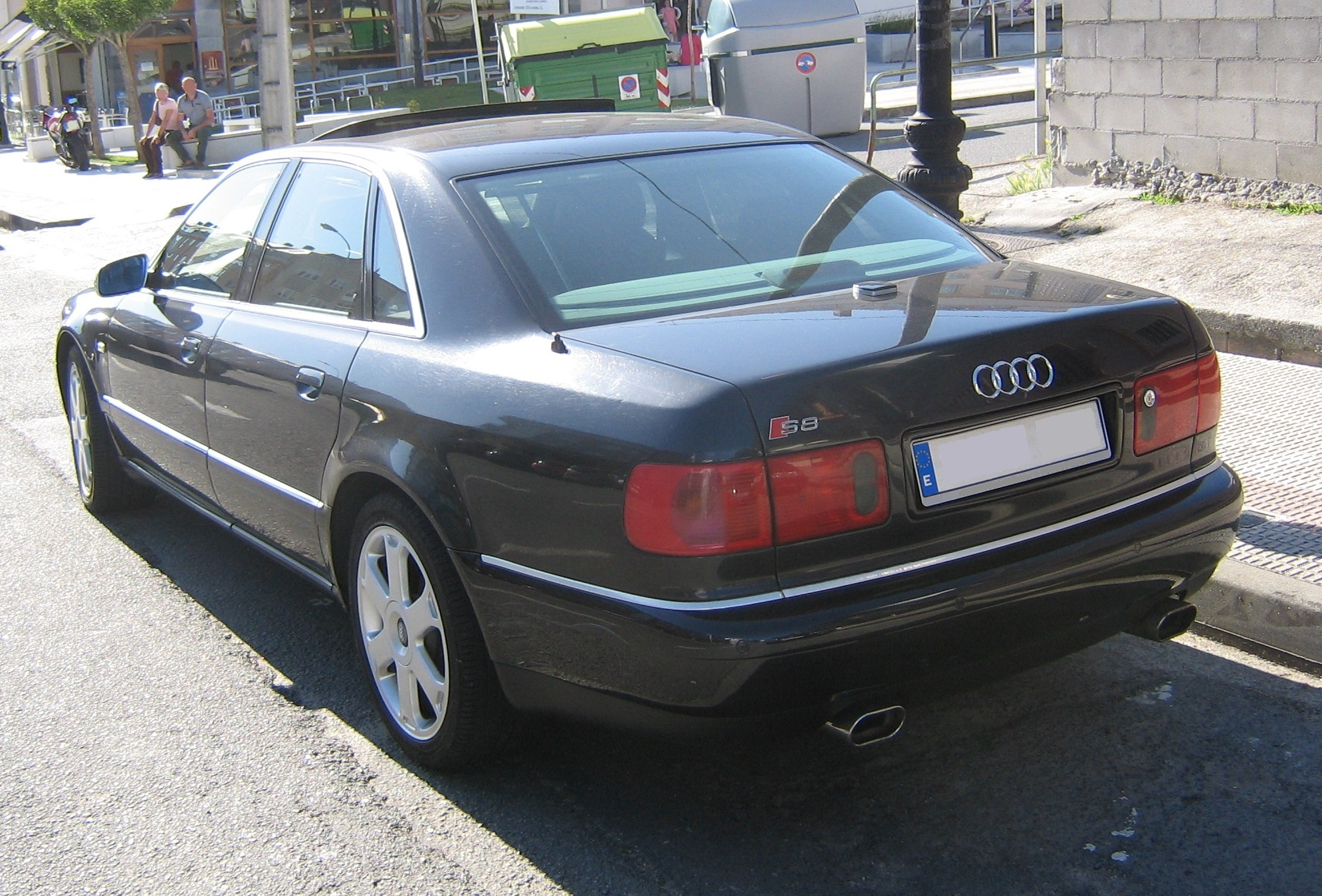
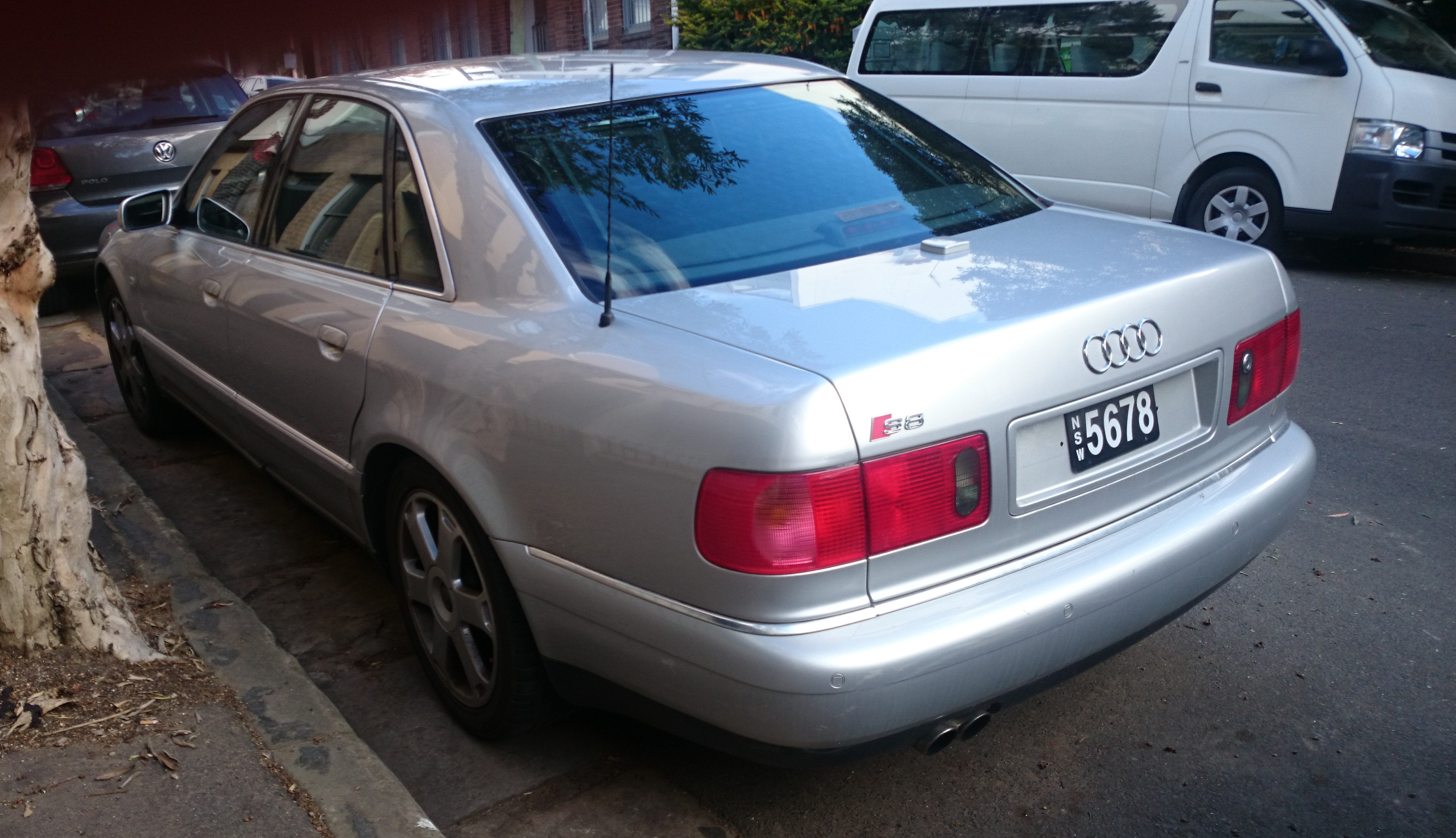

## (D3) Второе поколение
Audi S8 (D3) выпускался с 2006 по 2010 год. Автомобиль был оснащён доработанным немецкими инженерами из quattro GmbH (c 2016 года Audi Sport GmbH) двигателем V10 от Lamborghini Gallardo объёмом 5.2 л, мощностью 450 л. с. Мощность устанавливаемого на Gallardo двигателя была снижена на 50 л.с. с целью повышения его ресурса. Максимальная скорость ограничена на 250 км/ч. Разгон до 100 км/ч — 5,1 секунд. Масса составила 1940 кг.

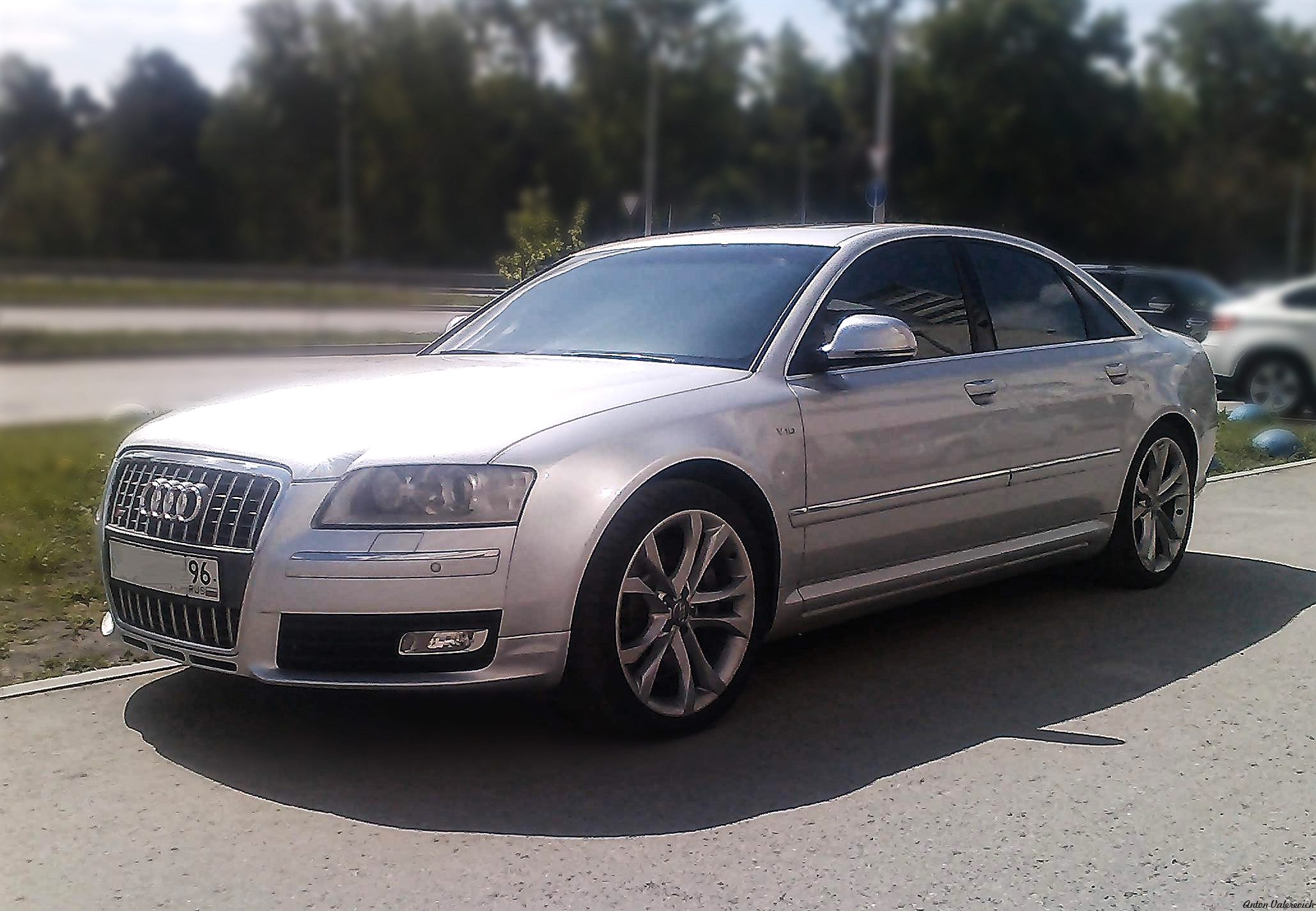
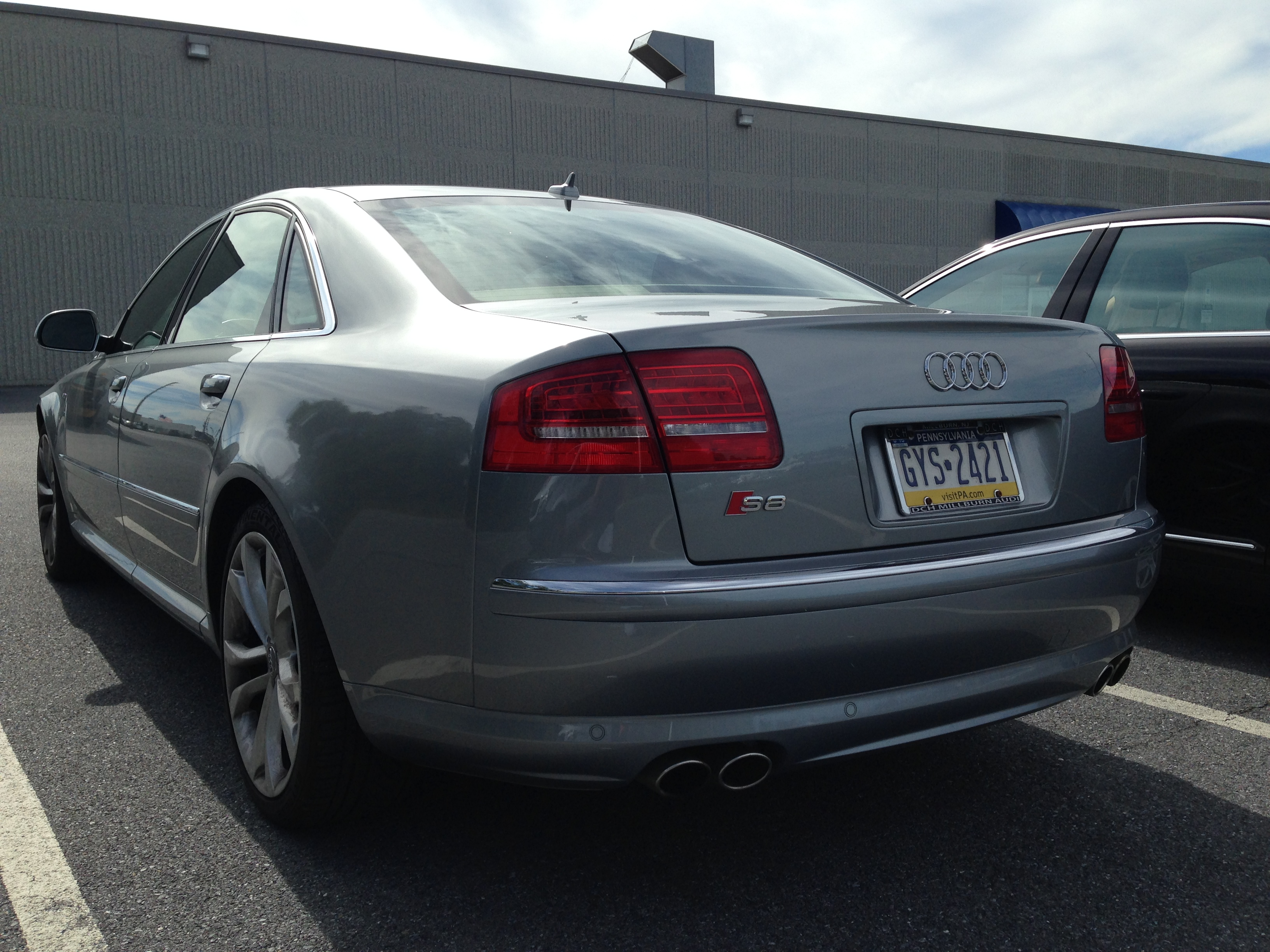
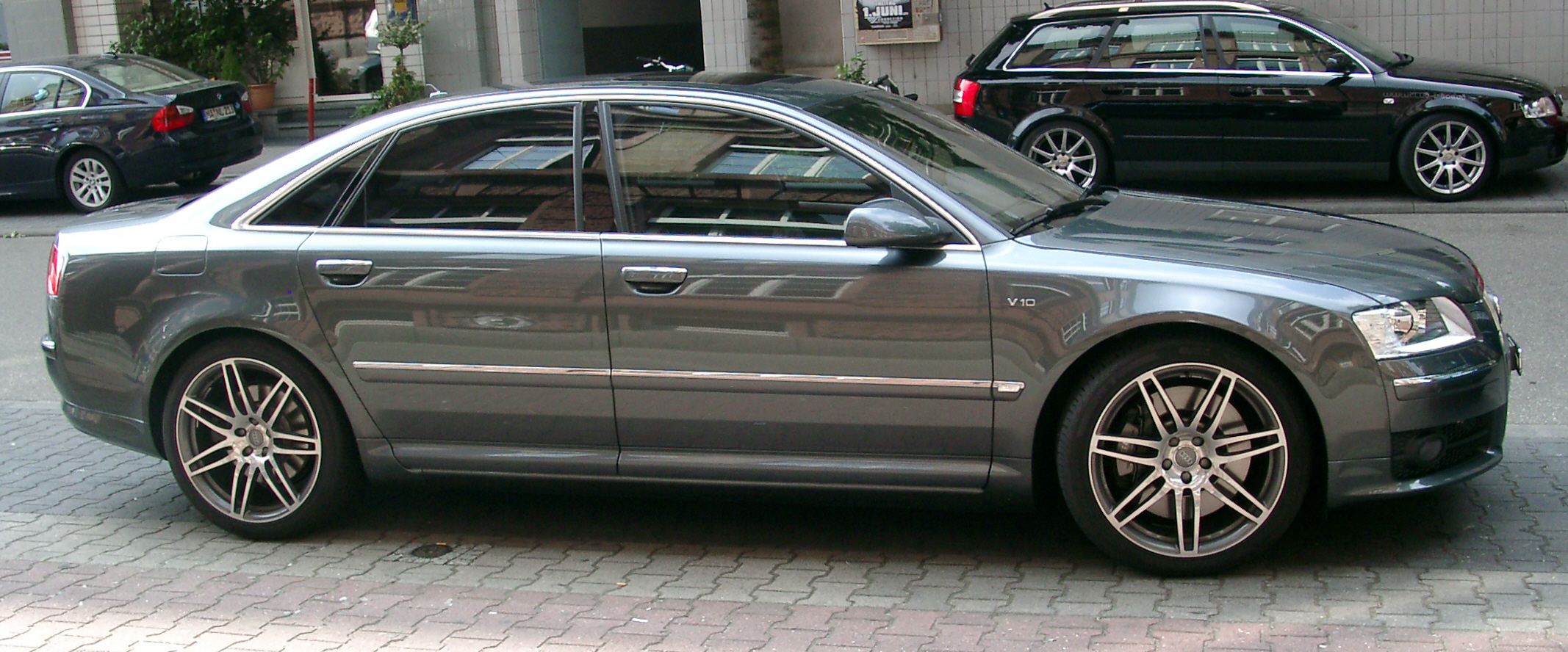

## (D4) Третье поколение
Audi S8 (D4). (2012—2013). Двигатель V8 объёмом 3,993 см³ TFSI (520 л. с.), разгон до 100 км/ч. равен 4.2 секундам, максимальная скорость 250 км/час.

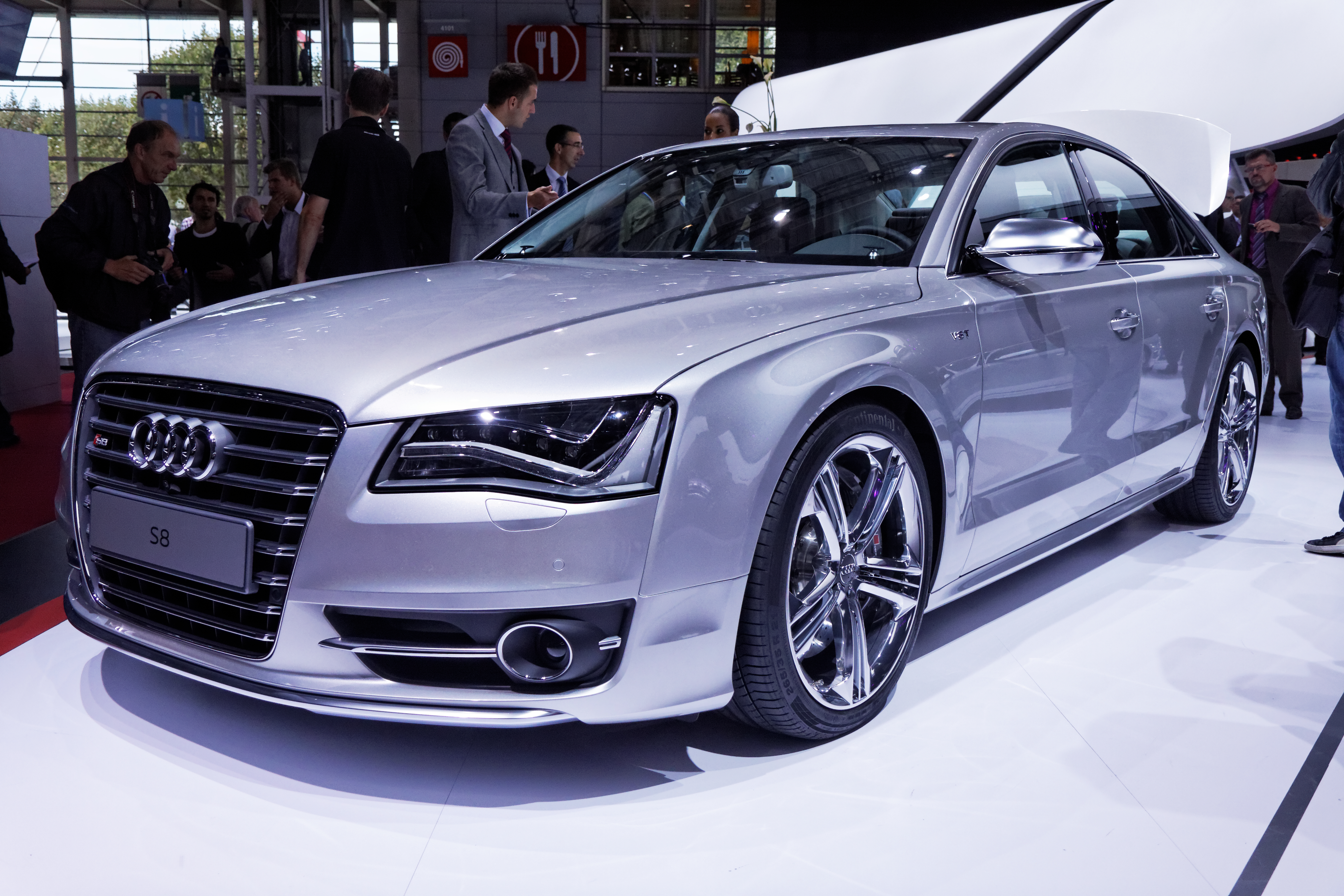
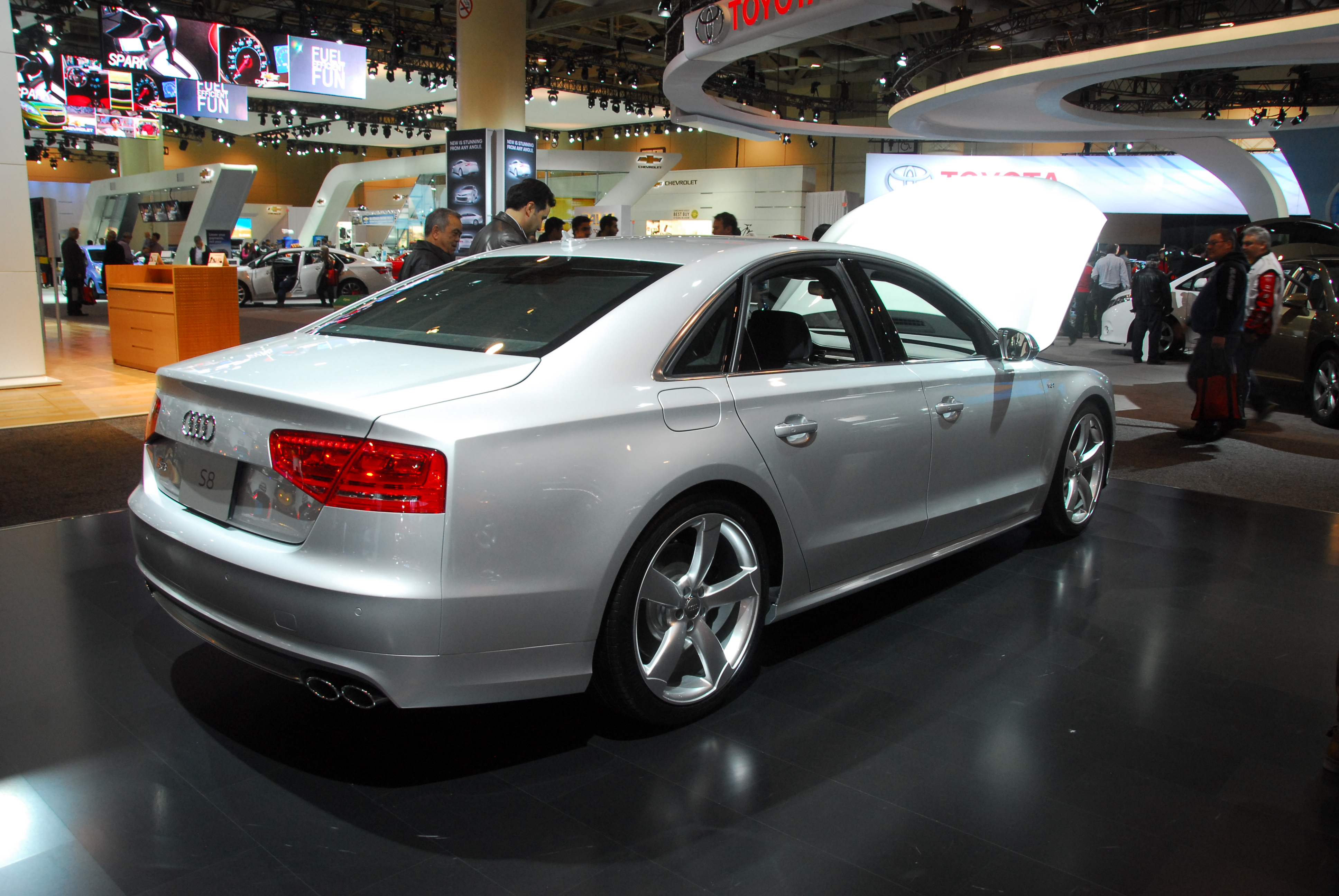

Масса 2050—2065 кг.

#### Audi S8 (D4) facelift
С 2013 году был произведён рестайлинг, разгон сокращён на 0.1 сек. и составил 4.1 сек.
В 2016 году была выпущена версия S8 plus с увеличенной мощностью двигателя 605 л. с., разгоном в 3.8 сек, максимальной скоростью 305 км/ч.

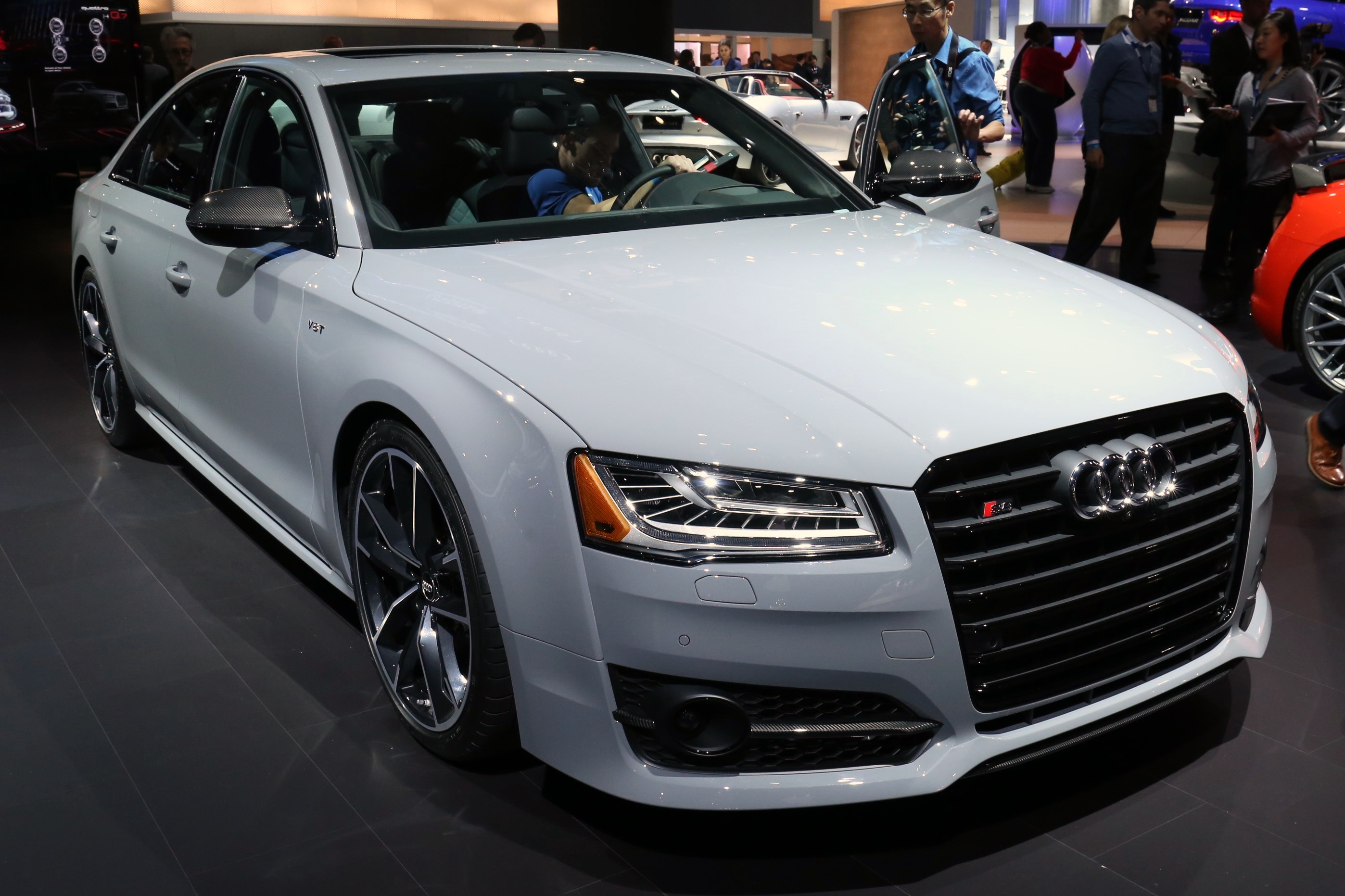
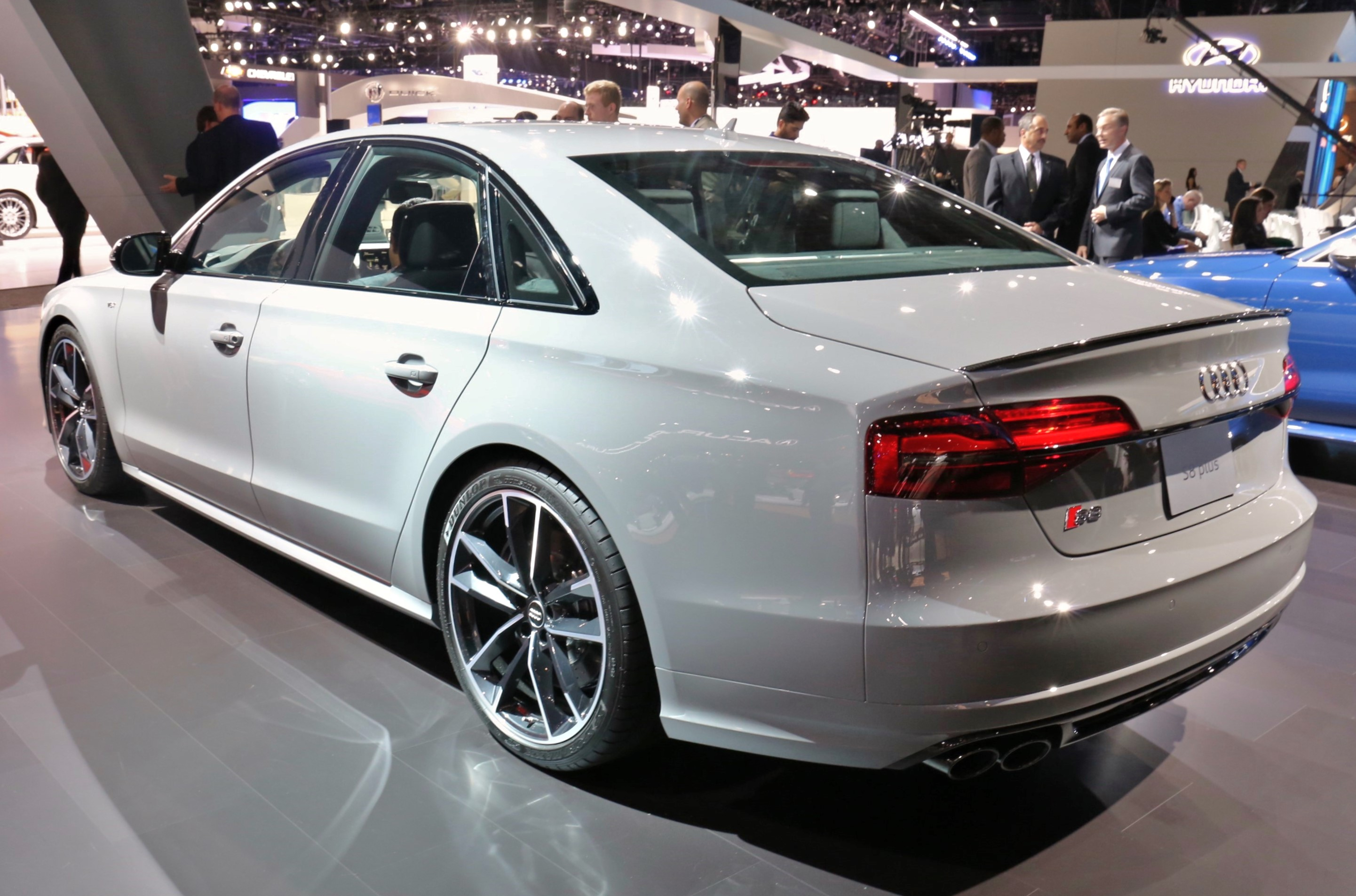

## (D5) Четвёртое поколение
Четвёртое поколение было представлено летом 2019 года. Двигатель 4.0 V8 мощностью 563 л. с.

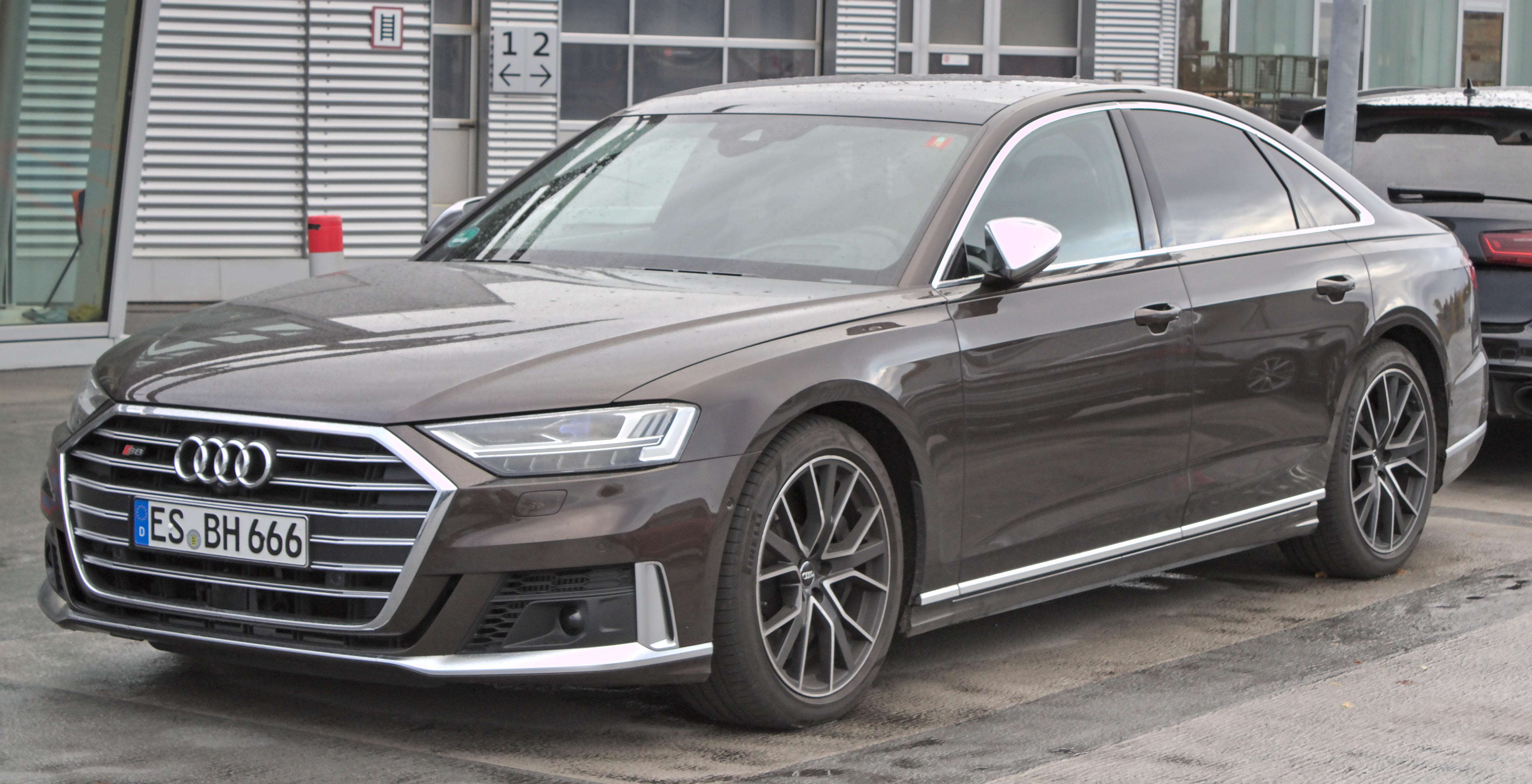